# Fridtjof-Insel
Die Fridtjof-Insel (französisch Îlot Fridtjof) ist eine Insel im Palmer-Archipel vor der Westküste der Antarktischen Halbinsel. Sie liegt nordöstlich der Vázquez-Insel vor der südöstlichen Küste der Wiencke-Insel.
Teilnehmer der Belgica-Expedition (1897–1899) unter der Leitung des belgischen Polarforschers Adrien de Gerlache de Gomery entdeckten und benannten die Insel. Wahrscheinlicher Namensgeber ist der norwegische Polarforscher Fridtjof Nansen.